# Scottie Barnes
Scott Wayne Barnes jr., detto Scottie (West Palm Beach, 1º agosto 2001), è un cestista statunitense, professionista nella NBA con i Toronto Raptors, con cui ha vinto il premio di matricola dell'anno.

## High school
Da matricola ha giocato a basket per la Cardinal Newman High School di West Palm Beach, in Florida. Viene inserito nel secondo quintetto All-Area e nel secondo quintetto MaxPreps Freshman All-American dopo aver portato Newman a un record di 19–8 e alle semifinali regionali 5A.
A fine stagione si trasferisce alla NSU University School di Fort Lauderdale, in Florida, diventando compagno di squadra di Vernon Carey Jr., futuro giocatore NBA. Al secondo anno, aiuta la sua squadra a raggiungere, grazie ad un record di 36-2, il suo primo titolo statale di Classe 5A. Barnes giuda inoltre NSU alla vittoria del campionato City of Palms Classic ed viene nominato MVP della competizione dopo aver messo a referto 15 punti e otto rimbalzi nella finale contro la East High School. Ai GEICO Nationals, il torneo che assegna il titolo di miglior squadra liceale, tiene le medie di 21,3 punti e 9,7 rimbalzi a partita, terminando al secondo posto. Nella sua stagione da junior realizza 13,1 punti, sette rimbalzi e 4,8 assist di media a partita, portando la sua squadra a un record di 27-5 e al secondo titolo nazionale 5A consecutivo.
Il 5 agosto 2019 si trasferisce alla Montverde Academy di Montverde, in Florida, unendosi alle reclute a 5 stelle Cade Cunningham e Day'Ron Sharpe, per la sua stagione da senior. Molti analisti considerano la squadra come una delle più forti nella storia del basket liceale. Barnes mantiene le medie di 11,6 punti, 6,5 rimbalzi e 4,6 assist a partita, aiutando Montverde a conseguire un record di 25-0 con un margine medio di vittoria di 39 punti. Viene poi inserito nel primo quintetto All-American da MaxPreps e da Sports Illustrated. Barnes viene inoltre selezionato per giocare nel McDonald's All-American Game, nel Jordan Brand Classic e nel Nike Hoop Summit, ma tutte e tre le competizioni vengono cancellate a causa della pandemia di COVID-19.

## College
Considerato una recluta a 5 stelle, il quinto miglior giocatore della classe 2020 da ESPN e la miglior ala grande da ESPN e Rivals, Barnes accetta l'offerta di Florida State, rifiutando quelle di Kentucky, Miami e Oregon, tra le altre. Il 12 dicembre 2020, Barnes realizza 17 punti e 5 assist in una vittoria per 83-71 su Florida. Il 14 dicembre 2020, viene nominato rookie della settimana della Atlantic Coast Conference (ACC). Al termine della stagione viene nominato freshman e sesto uomo dell'anno nella ACC e incluso nel terzo quintetto All-ACC, dopo aver tenuto le medie di 10,3 punti, 4 rimbalzi e 4,1 assist a partita. Florida State, qualificata per il torneo NCAA, viene eliminata alle Sweet Sixteen (gli ottavi di finale) da Michigan.
Il 10 aprile si rende eleggibile per il Draft NBA 2021.

## NBA

### Toronto Raptors (2021-)
Considerato come uno dei cinque migliori giocatori del Draft, Barnes viene selezionato con la quarta scelta assoluta dai Toronto Raptors. L'8 agosto 2021 firma ufficialmente il contratto con i Raptors. Il 20 ottobre debutta in NBA, mettendo a segno 12 punti, nove rimbalzi e un assist nella sconfitta per 98-83 contro i Washington Wizards. Il 22 ottobre, nella sua seconda partita nella lega, mette la sua prima doppia doppia in carriera con 25 punti e 13 rimbalzi in una vittoria per 115-83 sui Boston Celtics. Grazie alle sue prestazioni, viene nominato per il Rising Stars Challenge. Il 23 aprile viene nominato rookie dell'anno della NBA, battendo la concorrenza di Evan Mobley e Cade Cunningham, dopo aver concluso la regular season con 15,3 punti di media, 7,5 rimbalzi e 3,5 assist di media a partita.

## Statistiche

### NCAA
| Anno      | Squadra             | PG | PT | MP   | TC%  | 3P%  | TL%  | RP  | AP  | PRP | SP  | PP   |
| --------- | ------------------- | -- | -- | ---- | ---- | ---- | ---- | --- | --- | --- | --- | ---- |
| 2020-2021 | Fl. State Seminoles | 24 | 7  | 24,7 | 50,3 | 27,5 | 62,1 | 4,0 | 4,1 | 1,5 | 0,5 | 10,3 |
| Carriera  | Carriera            | 24 | 7  | 24,7 | 50,3 | 27,5 | 62,1 | 4,0 | 4,1 | 1,5 | 0,5 | 10,3 |

#### Massimi in carriera
- Massimo di punti: 21 vs Georgia Tech (13 marzo 2021)[19]
- Massimo di rimbalzi: 9 vs Notre Dame (6 marzo 2021)
- Massimo di assist: 8 vs Miami (24 febbraio 2021)
- Massimo di palle rubate: 6 vs North Carolina-Chapel Hill (27 febbraio 2021)
- Massimo di stoppate: 3 vs Pittsburgh (20 febbraio 2021)
- Massimo di minuti giocati: 33 vs Wake Forest (13 febbraio 2021)

### NBA

#### Regular Season
| Anno      | Squadra         | PG  | PT  | MP   | TC%  | 3P%  | TL%  | RP  | AP  | PRP | SP  | PP   |
| --------- | --------------- | --- | --- | ---- | ---- | ---- | ---- | --- | --- | --- | --- | ---- |
| 2021-2022 | Toronto Raptors | 74  | 74  | 35,4 | 49,2 | 30,1 | 73,5 | 7,5 | 3,5 | 1,1 | 0,7 | 15,3 |
| 2022-2023 | Toronto Raptors | 77  | 76  | 34,8 | 45,6 | 28,1 | 77,2 | 6,6 | 4,8 | 1,1 | 0,8 | 15,3 |
| 2023-2024 | Toronto Raptors | 60  | 60  | 34,9 | 47,5 | 34,1 | 78,1 | 8,2 | 6,1 | 1,3 | 1,5 | 19,9 |
| 2024-2025 | Toronto Raptors | 65  | 65  | 32,8 | 44,6 | 27,1 | 75,5 | 7,7 | 5,8 | 1,4 | 1,0 | 19,3 |
| Carriera  | Carriera        | 276 | 275 | 34,5 | 46,6 | 30,0 | 76,1 | 7,5 | 5,0 | 1,2 | 1,0 | 17,2 |

#### Play-off
| Anno     | Squadra         | PG | PT | MP   | TC%  | 3P%  | TL%  | RP  | AP  | PRP | SP  | PP   |
| -------- | --------------- | -- | -- | ---- | ---- | ---- | ---- | --- | --- | --- | --- | ---- |
| 2022     | Toronto Raptors | 4  | 3  | 33,2 | 42,9 | 16,7 | 81,3 | 9,0 | 4,3 | 1,0 | 0,3 | 12,8 |
| Carriera | Carriera        | 4  | 3  | 33,2 | 42,9 | 16,7 | 81,3 | 9,0 | 4,3 | 1,0 | 0,3 | 12,8 |

#### Massimi in carriera
- Massimo di punti: 32 vs Los Angeles Lakers (10 marzo 2023)[20]
- Massimo di rimbalzi: 17 (2 volte)
- Massimo di assist: 12 vs Miami Heat (28 marzo 2023)
- Massimo di palle rubate: 5 (3 volte)
- Massimo di stoppate: 5 vs Sacramento Kings (13 dicembre 2021)
- Massimo di minuti giocati: 56 vs Miami Heat (29 gennaio 2022)

## Palmarès

### Nazionale
- FIBA Americas Under-16 Championship (2017)
- FIBA Under-17 World Cup (2018)
- FIBA Under-19 World Cup (2019)

### Individuale

#### High school
- All-North Division Conference Second Team (2017)
- Palm Beach Post All-Area Small Schools Second Team (2017)
- MaxPreps Freshman All-America Honorable Mention (2017)
- MaxPreps Sophomore All-America First Team (2018)
- City of Palms Classic MVP (2018)
- USA Today All-Florida First Team (2019)
- Naismith Boys High School Midseason Team (2020)
- MaxPreps First Team All-America (2020)
- Sports Illustrated First Team All-America (2020)
- McDonald's All-American (2020)
- Jordan Brand Classic (2020)
- Nike Hoop Summit (2020)

#### NCAA
- ACC Rookie of the Year (2021)
- ACC Sixth Man of the Year (2021)
- ACC All-Freshman First Team (2021)
- All-ACC Third Team (2021)
- All-ACC Tournament Second Team (2021)

#### NBA
- NBA Rookie of the Year (2022)
- NBA All-Rookie First Team (2022)
- NBA All-Star Game: (2024)

## Record
- Uno dei sei freshman della ACC negli ultimi 25 anni (insieme a Jay Williams, Raymond Felton, Dennis Smith, R.J. Barrett e Cole Anthony) a chiudere la stagione con almeno 4 rimbalzi e 4 assist di media.[21]